# Philippe van Kessel
Philippe van Kessel est un acteur, metteur en scène et directeur belge de théâtre né à Bruxelles le 14 janvier 1946 et mort le 11 février 2022.

## Biographie
En 1973, Philippe van Kessel fonde avec Stanislas Defize à Bruxelles l'Atelier Saint-Anne, un café-théâtre situé alors près du Grand Sablon. 
Il quitte son théâtre en 1990 pour assurer, pendant quinze ans, la direction du Théâtre national de Belgique.
Il est professeur à l'INSAS et à l'école du Théâtre national de Strasbourg.

## Mises en scène
- Vésale de Patrick Roegiers, Festival du théâtre de Spa, 2001.

## Filmographie
- 1975 : Isabelle devant le désir de Jean-Pierre Berckmans : Olivier
- 1989 : Morte Fontaine (téléfilm) de Marco Pico
- 1994 : Hey Stranger de Peter Woditsch
- 1995 : Le Nez au vent de Dominique Guerrier
- 1997 : Le Commando des pièces à trous de Pierrot de Heusch
- 2009 : À tort ou à raison (série télévisée) : le ministre de l'Intérieur
- 2011 : Largo Winch 2 : Vladimir Podolsky
- 2011 : Pasteur (téléfilm) : Paul Brouardel
- 2012 : La Solitude du pouvoir (téléfilm) de Josée Dayan
- 2020 : L'Agent immobilier (mini-série) d'Etgar Keret et Shira Geffen : M. Zimmerman

## Récompenses
- 1985 : Ève du Théâtre de la mise en scène
- 2004 : Officier de l'Ordre de la Couronne[2]